# Cecco del Caravaggio
Cecco del Caravaggio ou Francesco Buoneri, né vers 1589 et mort vers 1620, est un modèle et peintre baroque italien.

## Biographie
Cecco del Caravaggio est principalement reconnu en tant que modèle dans plusieurs tableaux du Caravage — dont L'Amour victorieux (vers 1601-1602) et Le Jeune Saint Jean-Baptiste au bélier (vers 1602) —, et il est identifié par le collectionneur d'art et écrivain Giulio Mancini comme l'un de ses élèves.
On suppose que son nom réel est Francesco Buoneri et qu'il fut par la suite actif en tant que peintre dans les années 1610 à 1620. Ses œuvres ne sont pas signées et sont identifiées par les emprunts manifestes qu'elles font au style et à la technique du clair-obscur du Caravage.

Œuvres de ou attribuée à Cecco del Caravaggio
La Madeleine pénitente, 1606, Stockholm, Nationalmuseum.
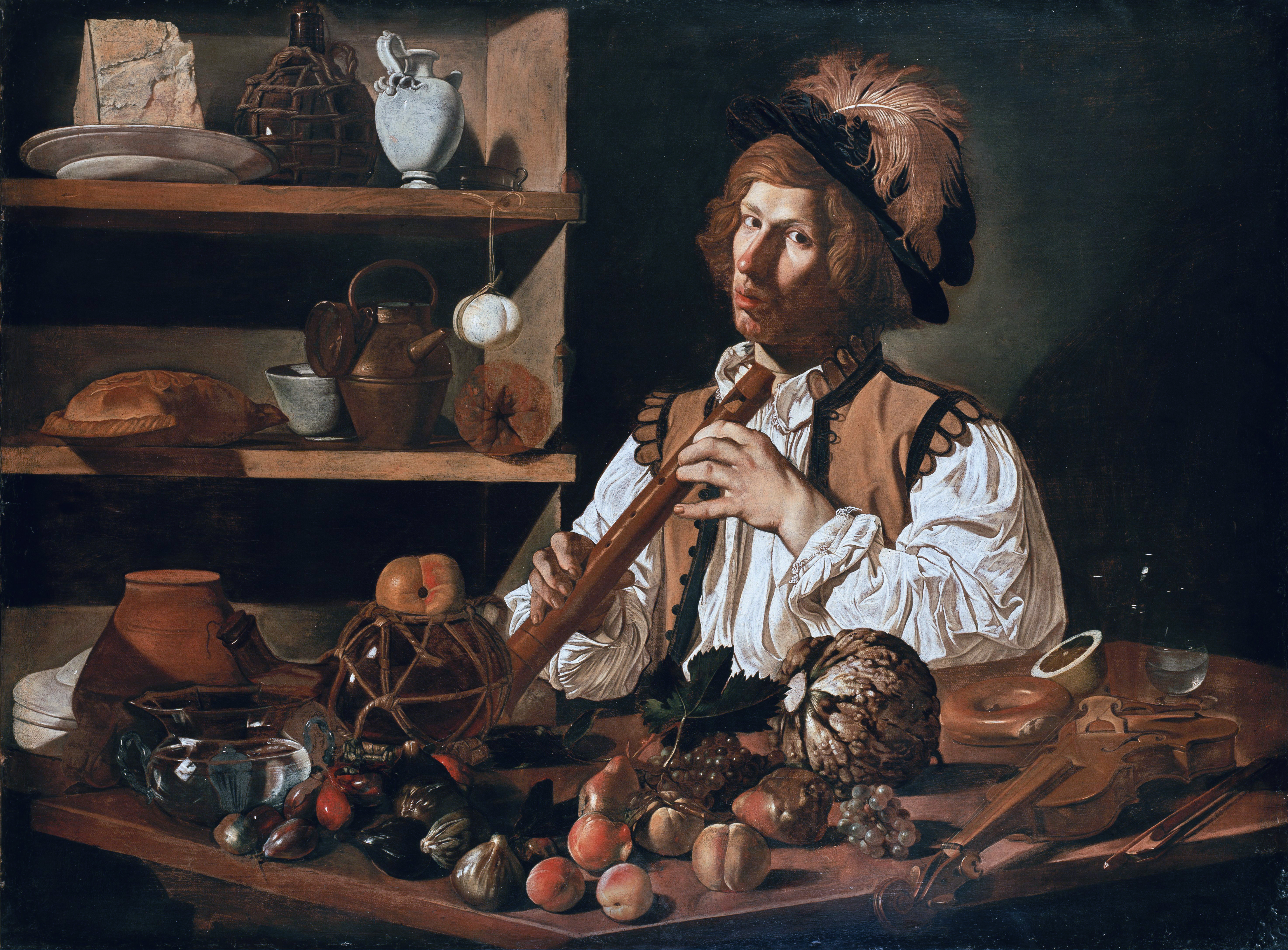
Joueur de flûte, années 1610, Oxford, Ashmolean Museum.
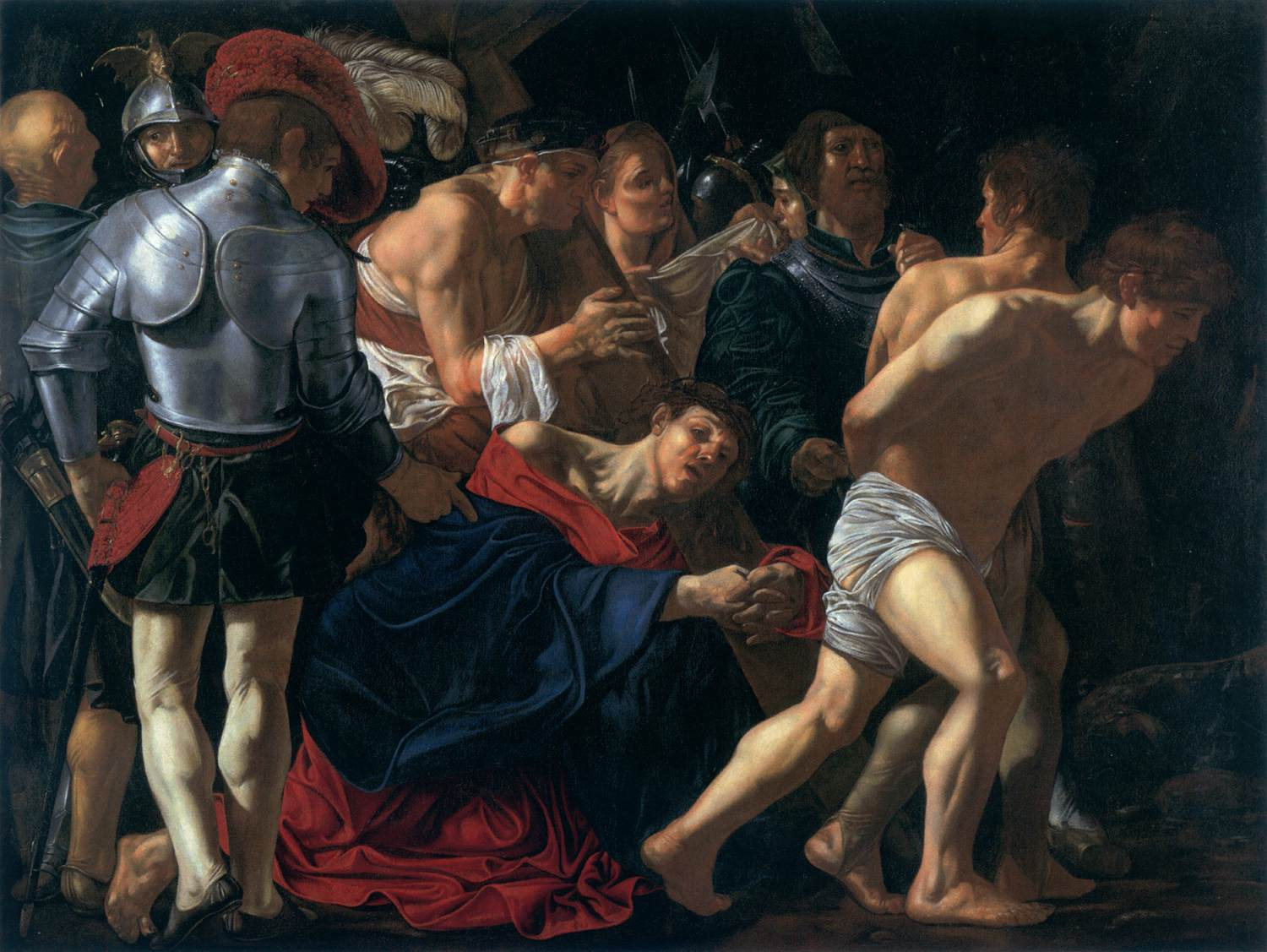
Attribution, Le Christ tombe sur la route du Calvaire, vers 1610-1611, Bratislava, Galerie nationale slovaque.
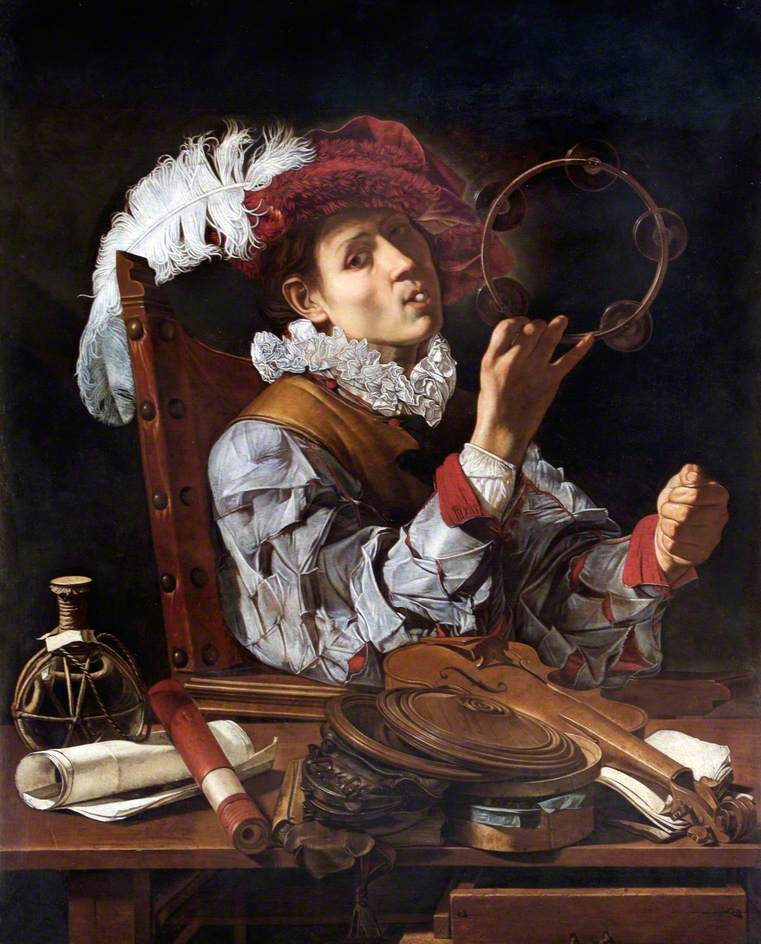
Un musicien, vers 1615, Londres, Wellington Collection (en).
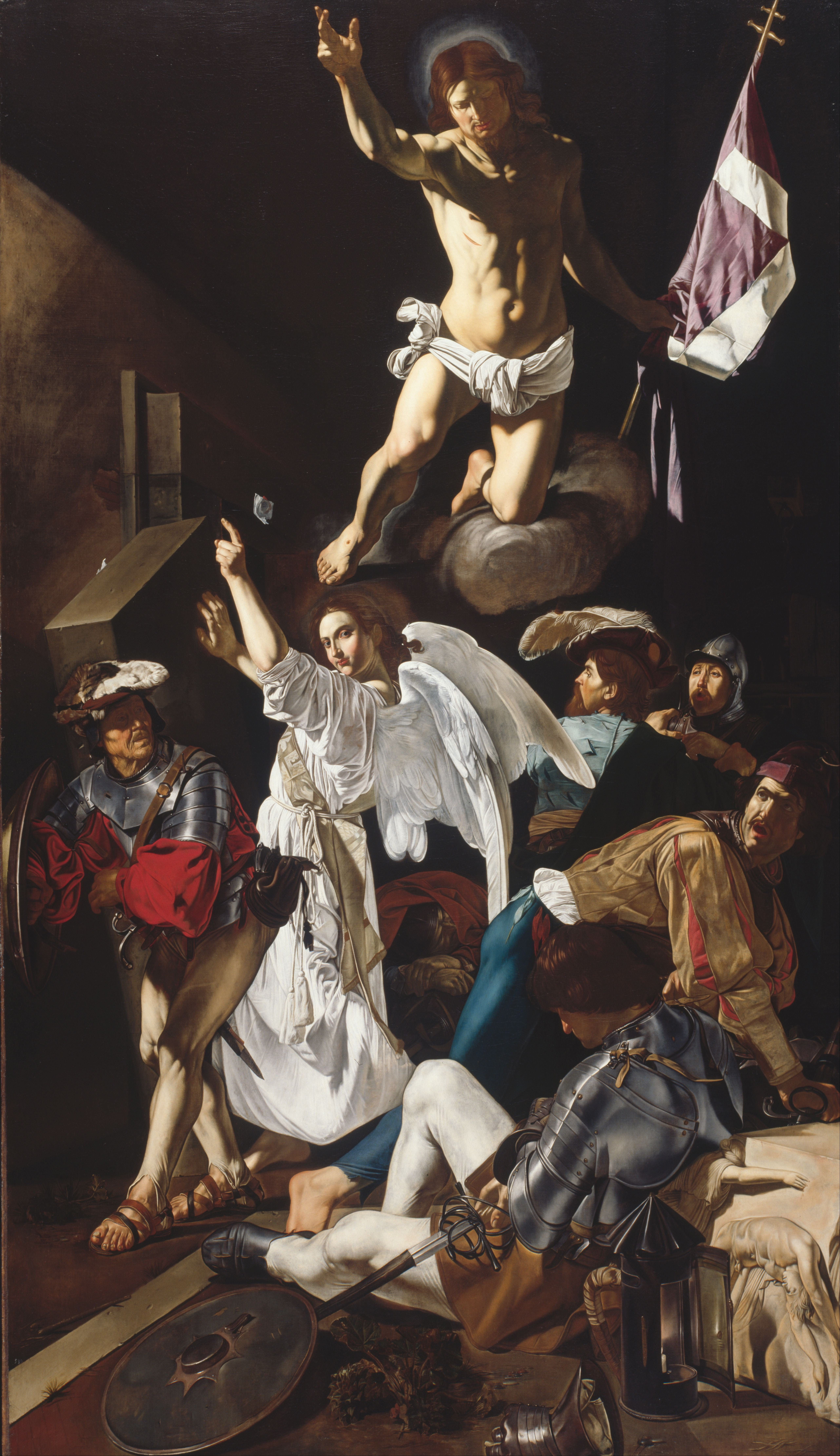
La Résurrection, vers 1619–1620, Art Institute of Chicago.
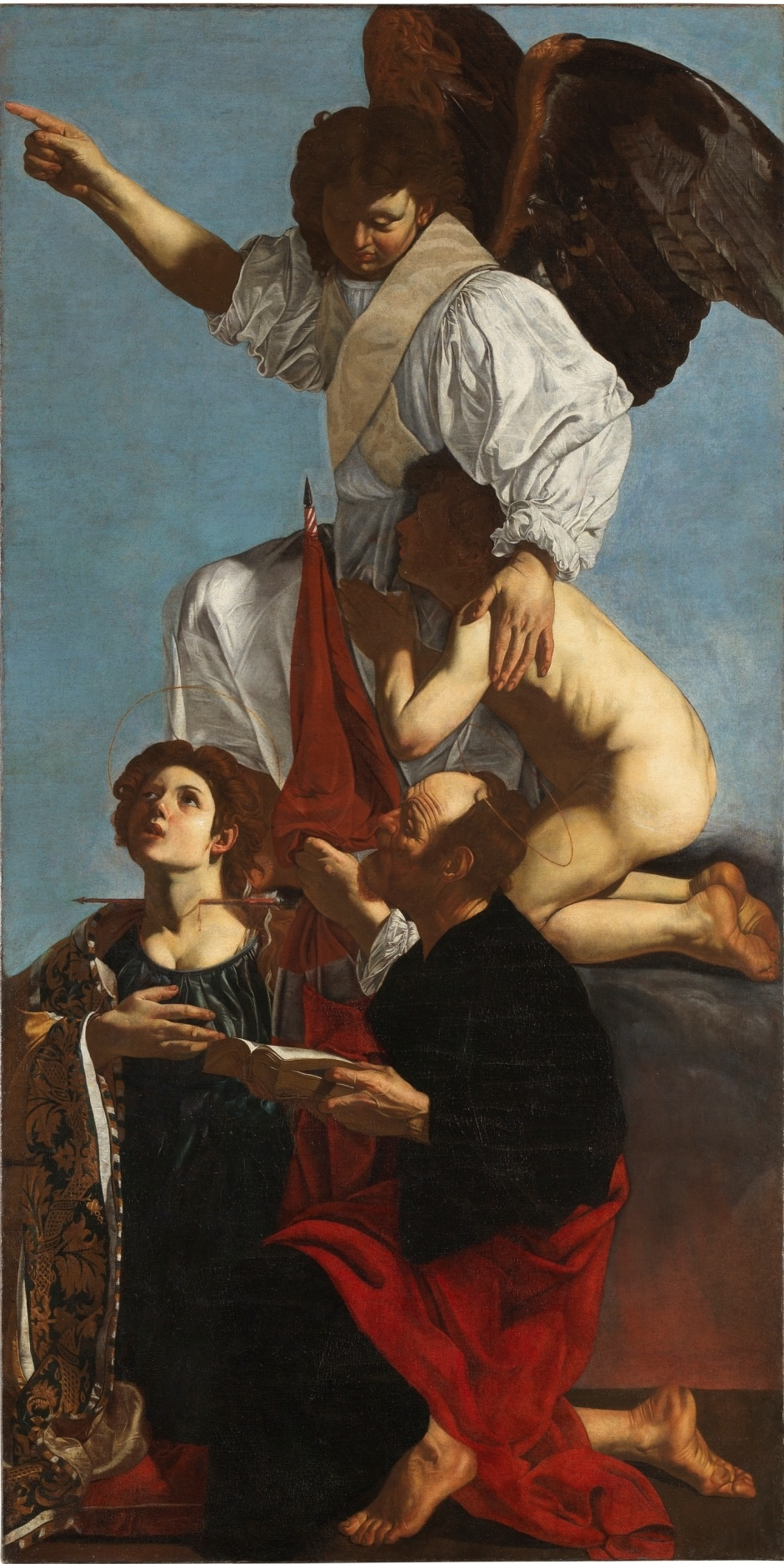
Ange gardien, Madrid, musée du Prado.
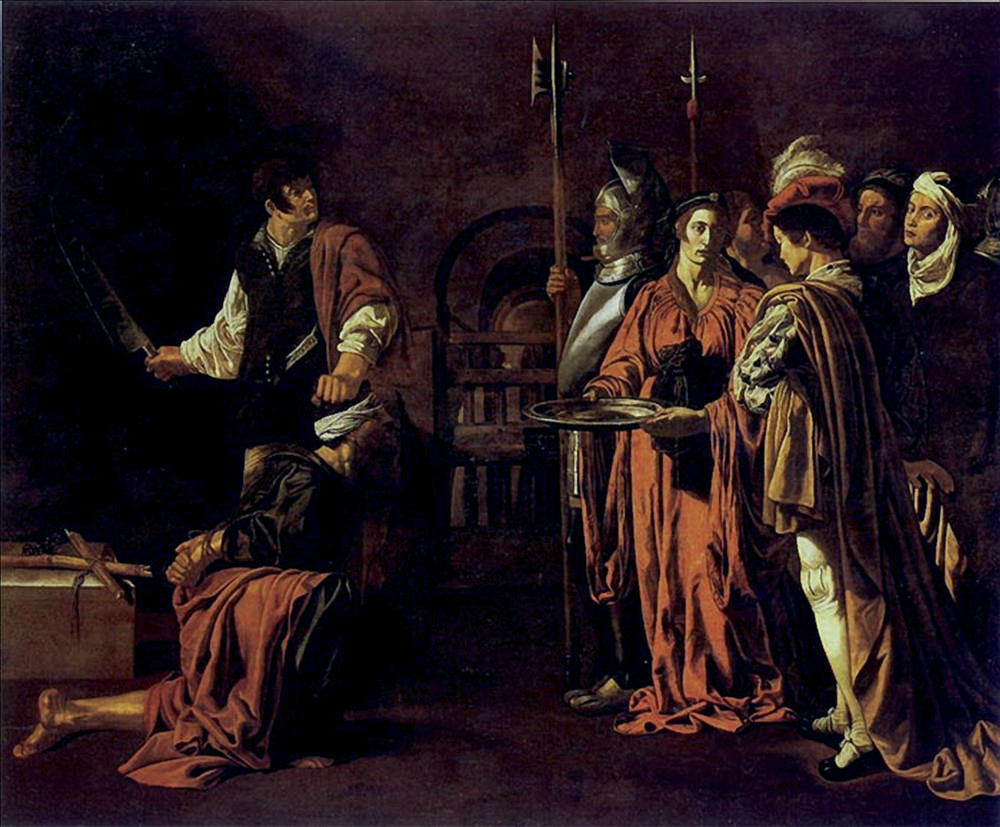
Décapitation de saint Jean-Baptiste, Bergame, collection particulière.